# Floris Evers

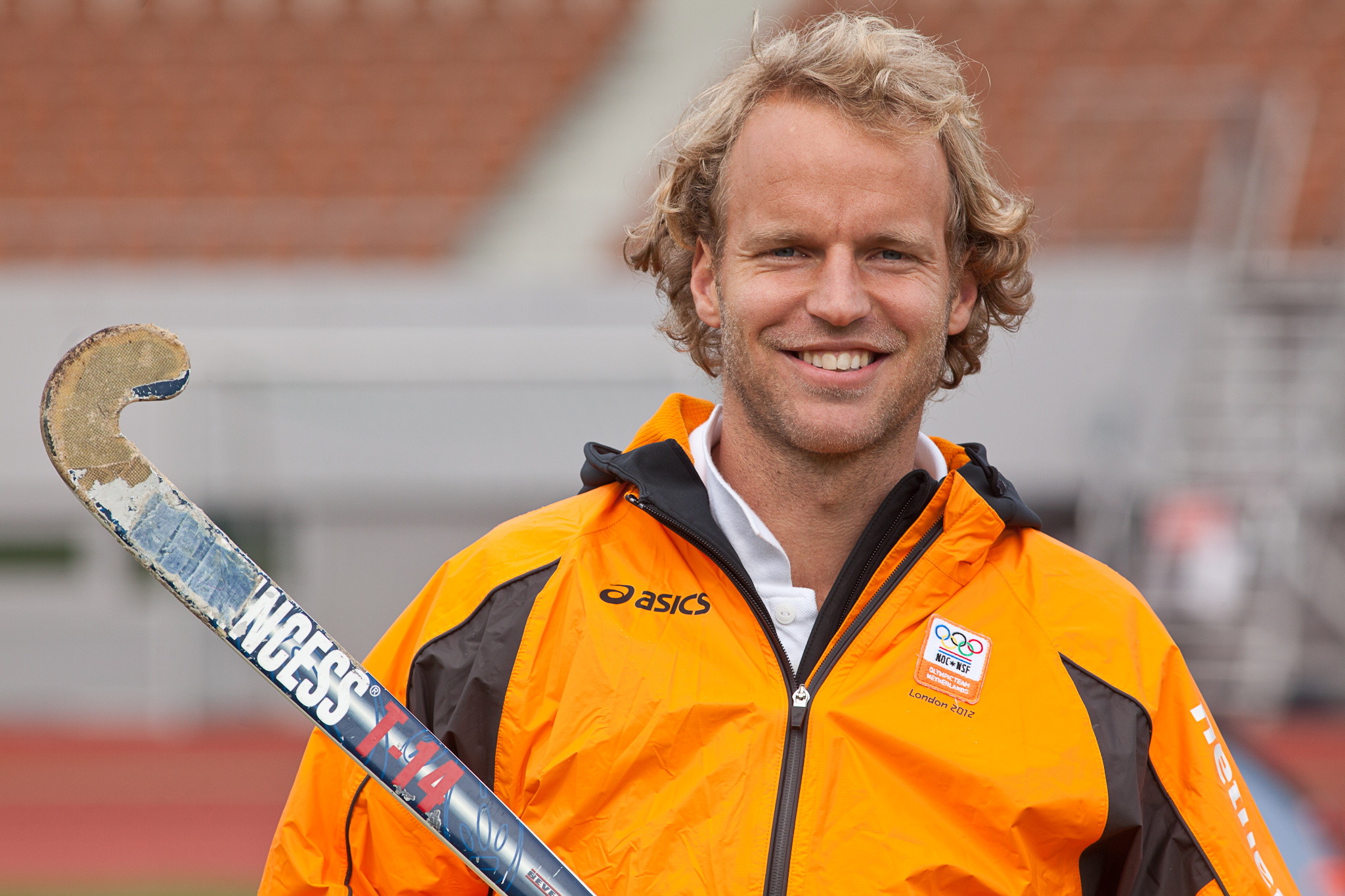
Floris Evers

Floris Evers, född den 26 februari 1983 i Tilburg, Nederländerna, är en nederländsk landhockeyspelare.
Han tog OS-silver i herrarnas landhockeyturnering i samband med de olympiska landhockeytävlingarna 2004 i Aten.
Han tog därefter OS-silver igen i samma gren i samband med de olympiska landhockeytävlingarna 2012 i London.